# Owned-and-operated

Owned-and-operated est une expression en anglais signifiant « détenu et exploité ». Souvent abrégé O&O, ce terme est essentiellement utilisé en Amérique du Nord dans le domaine de la télévision et de la radio. Il est à différencier de affiliate (« affilié ») qui désigne une chaîne utilisant un réseau (ou network) et n'appartenant pas à celui-ci.
Par exemple, dans le marché local de télévision à Boston, CBS Corporation est propriétaire et exploite WBZ-TV (en) et diffuse des programmes de CBS, la chaîne est donc owned-and-operated, alors que WEWS-TV à Cleveland diffuse des programmes d'ABC mais appartient à E. W. Scripps Company.

## Concept

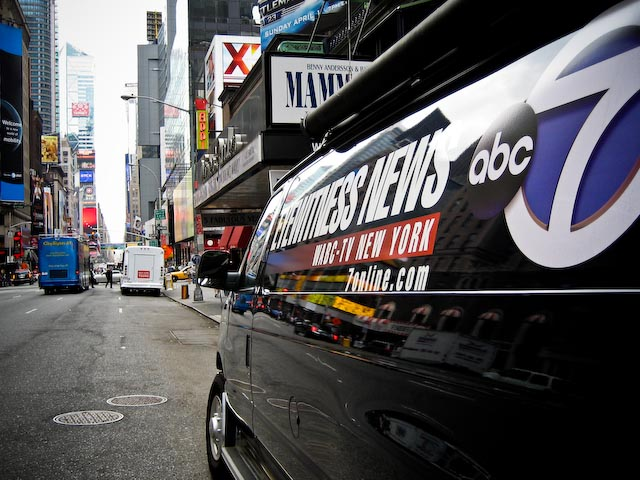
camionnette WABC-TV, une chaîne détenue et exploitée (O&O) par ABC.

Le concept de O&O est plus clairement défini en Amérique du Nord (et dans une moindre mesure, dans  plusieurs autres pays comme l'Australie et le Brésil), où les stations appartiennent en général au réseau.
Contrairement à de nombreux pays comme la France ou la Belgique, en Amérique du Nord il n' y a pas de licence d'exploitation nationale mais a l'échelle locale. L'organisme de régulation locale (FCC pour les États-Unis) interdit à un réseau ou network (par exemple ABC) de posséder des stations dans tous les marchés du pays. Dans d'autres parties du monde, de nombreux réseaux de télévision ont reçu des licences de diffusion nationale au moment du lancement, en tant que tels, ils ont toujours été pour la plupart (ou entièrement), composé de O&O, ce qui rend une idée pour un tel concept superflu.

## Utilisation du terme
Dans l'industrie de la radiodiffusion, le terme owned-and-operated renvoie exclusivement aux stations appartenant à un réseau (networks) alors que le terme affiliate s'applique uniquement aux stations qui ne sont pas détenues par les réseaux, mais qui ont un contrat de diffusion des programmes de l'un des principaux réseaux.
Le terme n'est pas en usage car l'autorité de régulation de l'audiovisuel, l’ARCOM délivre essentiellement des autorisations de diffusion à l'échelle nationale. Avec le développement des chaînes de télévision locales notamment grâce à la TNT, le terme n'est toujours pas utilisé car il n'existe pas de groupe de télévision possédant un nombre important de chaînes locales ou ne proposant pas l'utilisation du nom sous licence. Par exemple, le Groupe Ouest-France possède 34 % de Nantes 7 et d'Angers 7 mais également 15 % de TV Rennes 35, ces chaînes sont en partie la propriété du Groupe Ouest-France mais ne sont pas gérées par celui-ci et ne possède pas de programme commun sauf pour ces deux premières où certaines émissions sont diffusées sur les deux chaînes.

## Owned-and-operateden Australie et aux États-Unis

### États-Unis
Aux États-Unis, l'autorité de régulation, la Federal Communications Commission (FCC) autorise un réseau à posséder au maximum 39 % des chaînes locales qui le composent, c'est-à-dire qu'au maximum un réseau (network) comme NBC ou PBS ne peut avoir que 39 % de chaîne owned-and-operated (O&O). Compte tenu de cette restriction, les réseaux de télévision ont seulement une fraction des 210 zones de marché pour la télévision locale.

### Australie
En Australie, Seven Network et Network Ten possèdent et exploitent leurs stations dans les cinq plus grandes régions métropolitaines (Sydney, Melbourne, Brisbane, Perth et Adélaïde). Ces émetteurs réunis desservent les deux tiers de la population du pays. En outre, Seven possède et exploite également une station locale au Queensland.
Nine Network, d'autre part, a ses propres stations dans trois des cinq métropoles (Sydney, Melbourne et Brisbane), et sur deux marchés régionaux (Darwin et Newcastle). En dehors de la filiale située au centre de l'Australie (Imparja Television), le reste des stations de Nine Network et de ses sociétés affiliées (y compris les stations de Perth et d'Adélaïde) sont la propriété de WIN Television.
Les deux radiodiffuseurs publics nationaux, ABC et SBS, possèdent et exploitent l'ensemble de leurs stations locales.